# Sauranthura goldmanorum
Sauranthura goldmanorum là một loài chân đều trong họ Anthuridae. Loài này được Poore & Kensley miêu tả khoa học năm 1981.